# Philip Rosenthal
Philip Rosenthal (Queens, 27 gennaio 1960) è un attore e scrittore statunitense.
È noto principalmente per aver scritto e prodotto (insieme a Ray Romano) la serie televisiva Tutti amano Raymond (in onda dal 1996 - 2005).
Da ricordare il suo libro "You're Lucky, You're Funny: How Life Becomes a Sitcom" che parla delle sit-com più famose della storia. È sposato con Monica Horan che ha interpretato Amy MacDougall-Barone nella Serie Tv prima citata.
Sull'attore è stato girato un film chiamato Exporting Raymond e interpretato dallo stesso che parla del viaggio di Rosenthal che fa in Russia per creare un adattamento della serie Tutti amano Raymond per il popolo russo
Iscrizione